# ラグーン・エリア
- ユニバーサル・パークス&リゾーツ > ラグーン・エリア
- ユニバーサル・オーランド・リゾート > ユニバーサル・スタジオ・フロリダ > ラグーン・エリア

ラグーン・エリア (Lagoon area) は世界のユニバーサル・テーマパークにあるエリアである。サンフランシスコ・エリアにある。

## 存在するパーク
- ユニバーサル・スタジオ・フロリダ（ユニバーサル・オーランド・リゾート）

## 概要
海が陸側に入り込んでできた湖で出来たエリアとなっている。